# かもめ型駆潜艇
| かもめ型駆潜艇 | かもめ型駆潜艇                                   | かもめ型駆潜艇  |
| -------------- | ------------------------------------------------ | --------------- |
|                |                                                  |                 |
| 艦級概観       |                                                  |                 |
| 艦種           | 駆潜艇                                           | 駆潜艇          |
| 艦名           | 鳥の名前                                         | 鳥の名前        |
| 建造期間       | 1956年 - 1957年                                  | 1956年 - 1957年 |
| 就役期間       | 1957年 - 1977年                                  | 1957年 - 1977年 |
| 前級           | かり型駆潜艇                                     | かり型駆潜艇    |
| 次級           | はやぶさ                                         | はやぶさ        |
| 性能諸元       |                                                  |                 |
| 排水量         | 基準: 330トン                                    | 基準: 330トン   |
| 排水量         | 満載: 360トン                                    |                 |
| 全長           | 54.0m                                            | 54.0m           |
| 全幅           | 6.6m                                             | 6.6m            |
| 深さ           | 4.0m                                             | 4.0m            |
| 吃水           | 2.1m                                             | 2.1m            |
| 機関           | 三井B&W 635VBU-45型ディーゼルエンジン（2,000ps） | 2基             |
| 機関           | スクリュープロペラ (475rpm)                      | 2軸             |
| 速力           | 最大20kt                                         | 最大20kt        |
| 乗員           | 70名                                             | 70名            |
| 兵装           | Mk.1 40mm連装機銃                                | 1基             |
| 兵装           | ヘッジホッグMk.10対潜迫撃砲                      | 1基             |
| 兵装           | 55式爆雷投射機（Y砲）                            | 2基             |
| 兵装           | 54式爆雷投下軌条                                 | 2条             |
| GFCS           | Mk.63                                            | 1基             |
| レーダー       | SPS-5B 対水上捜索用                              | 1基             |
| ソナー         | SQS-11A 船底装備式                               | 1基             |

かもめ型駆潜艇（かもめがたくせんてい、英語: Kamome-class submarine chaser）は、海上自衛隊が運用していた駆潜艇の艦級。昭和29年度計画で3隻が建造された。

## 来歴
1950年代の時点では、水中高速潜の普及・原子力潜水艦の登場など新機軸の片鱗はあったものの、世界の潜水艦はまだ第二次世界大戦中の姿から脱しきれない状態であった。また対潜戦の様相を大きく変化させることになる対潜ミサイル（SUM）や哨戒ヘリコプター（HS）などの新技術は、まだ出現しはじめたばかりであった。従って、適度な対潜捜索・攻撃能力を備えた駆潜艇は、港湾・海峡ないしは近海の対潜防備には有力な存在と考えられていた。
このことから、昭和29年度予算の編成にあたって、前年度に引き続き大蔵省が防衛分担金の枠から艦艇建造費への振り分けを認めた際、保安庁警備隊は、300トン級駆潜艇8隻と60トン級駆潜艇（魚雷艇）3隻を盛り込んだ。技術および用兵上の比較検討のため、これらの300トン級駆潜艇8隻には主機関に応じて3種類のバリエーションがあり、4隻は川崎重工製の高速軽量ディーゼル主機、3隻は三井造船製の中速堅牢ディーゼル主機、1隻は三井造船製の高速軽量ディーゼル主機と三菱造船製のガスタービン主機を搭載するものとされた。このうち、三井造船製の中速堅牢ディーゼル主機を搭載するとされたのが本型である。なお、ガスタービン搭載艇は26ノット級の高速試験艇として乙型駆潜艇、それ以外の7隻は20ノット級の実用艇として甲型駆潜艇と種別された。

## 設計
基本設計は同時期の護衛艦と同様に船舶設計協会によって行われており、計画番号はK101Bであった。設計にあたっては、同年度計画の他の駆潜艇と同様、大日本帝国海軍の第四号型駆潜艇を設計のベースとして、これをアメリカ海軍の制式兵器に適合化させるかたちで進められた。船型は第四号型と同じく平甲板型だが、復原性・凌波性・居住性向上のため、強いシアを設けて艦首乾舷を大きくとり、また艦尾に向けて徐々に乾舷を下げて重量軽減を図っている。上部重量軽減のため、マストや上部構造物にはアルミニウム合金が用いられた。また船体軽量化のため薄鋼板（2.9ミリメートル）を採用し、一部には高張力鋼も導入されている。
基本配置はかり型と同様であるが、機関区画については異なっており、かり型では艦首側から主機室・補機室の順に配置されていたのに対し、本型では逆に補機室が前に来ている。このため、かり型では後部甲板室上に設けられていた煙突が、艦橋に続く前部甲板室上に配置されている。煙突自体もかり型より背が高く、後部甲板室は小型構造となっているほか、船体中心線からやや左舷に寄せて配置されている。搭載艇は、繊維強化プラスチック艇との過渡期にあたる4.5メートル級ポリエステル艇で、かり型とは異なり後甲板右舷側に搭載された。
主機関としては、三井造船がデンマークのB&W社とのライセンス契約のもと製造した635VBU-45型2サイクル単動直列6気筒排気ターボ過給機付きトランク・ピストン型ディーゼルエンジンが搭載された。これは、前年度計画で建造された乙型警備船「いなづま」（28DE）の950VBU60型（出力6,000馬力）の半分の気筒出力をもつ姉妹機関として開発されたものであった。自己逆転機構を備えており、推進器に直結されている。使用燃料は普通のディーゼル機関用の1号A重油であった。なお機関重量は約21トン（約10 kg/PS）で、かり型の約10トン（約5 kg/PS）と比してかなり大重量であった。

## 装備
センサとしては、同時期の護衛艦とほぼ同形式のものが搭載されたが、対空捜索レーダーは省かれた。対水上捜索レーダーとしてはXバンドのAN/SPS-5Bをマスト上に、ソナーとしては25.5キロヘルツ級・走査式のSQS-11Aを40mm機銃の直下の船底に装備した。
兵装に関しては、アメリカ海軍が第二次世界大戦中に多数を整備した173フィート型駆潜艇をおおむね踏襲しており、前甲板にMk.1 40mm連装機銃、その後方の艦橋構造物直前にはヘッジホッグMk.10対潜迫撃砲が、また後甲板には55式爆雷投射機（Y砲）と54式爆雷投下軌条（1条あて爆雷6個）が両舷に1基ずつ配置されていた。Mk.1 40mm連装機銃はMk.63 砲射撃指揮装置によって射撃指揮を受けており、方位盤は艦橋トップ、射撃レーダーは銃側装備とされていた。またヘッジホッグ用弾薬は4斉射分96発、爆雷は36個を搭載しており、艦橋前にヘッジホッグ応急弾薬庫、その直下の船底にヘッジホッグ弾薬庫、上部構造後端付近の船底に爆雷庫が設けられた。なお重心降下策の一環として、爆雷投下軌条の先端は埋込み式とされた。

## 運用
「かもめ」型駆潜艇3隻は「はやぶさ」と共に第2駆潜隊を編成した。その後、地方隊の哨戒部隊として活躍したが、船型が小さく装備のアップデートが困難であったことから1977年（昭和52年）12月1日までに全艇が除籍されて運用を終了した。
| 船体番号 | 艦名   | 建造所   | 起工                        | 進水                         | 竣工                        | 除籍                        |
| -------- | ------ | -------- | --------------------------- | ---------------------------- | --------------------------- | --------------------------- |
| PC-305   | かもめ | 浦賀船渠 | 1956年 （昭和31年） 1月27日 | 1956年 （昭和31年） 9月3日   | 1957年 （昭和32年） 1月14日 | 1977年 （昭和52年） 12月1日 |
| PC-306   | つばめ | 呉造船所 | 1956年 （昭和31年） 3月15日 | 1956年 （昭和31年） 10月10日 | 1957年 （昭和32年） 1月31日 | 1977年 （昭和52年） 5月14日 |
| PC-307   | みさご | 浦賀船渠 | 1956年 （昭和31年） 1月27日 | 1956年 （昭和31年） 11月1日  | 1957年 （昭和32年） 2月11日 | 1977年 （昭和52年） 12月1日 |